# 5321 Jagras
5321 Jagras è un asteroide della fascia principale. Scoperto nel 1985, presenta un'orbita caratterizzata da un semiasse maggiore pari a 2,5811789 au e da un'eccentricità di 0,2210613, inclinata di 13,62471° rispetto all'eclittica.
L'asteroide è dedicato a Jakob Grove Rasmussen, fidanzato della figlia dello scopritore.